# یک گل دو باغبان
یک گل دو باغبان (به هندی: Ek Phool Do Mali) فیلمی هندی محصول سال ۱۹۶۹ و به کارگردانی دوندرا گوئل است. در این فیلم بازیگرانی همچون بالراج ساهنی، سنجای خان، سادهانا شیوداسانی، دورگا کوته و شبنم ایفای نقش کرده‌اند.